# 1월 약조

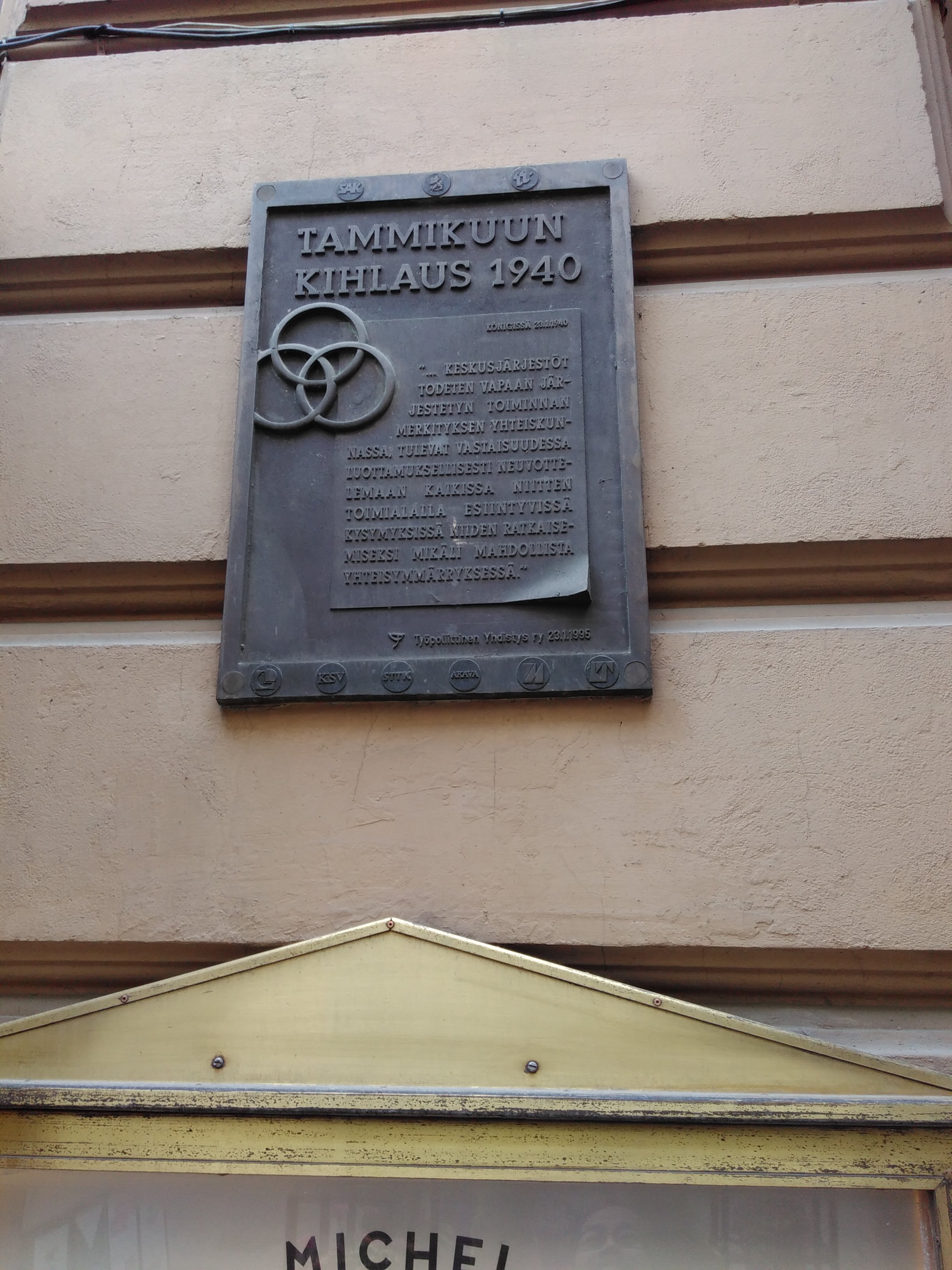
협상이 이루어진 헬싱키 쾨니히 식당(König-ravintolan) 입구에 설치된 기념물.

1월 약조(핀란드어: Tammikuun kihlaus 탐미쿤 키흘라우스[*])는 1940년 1월 핀란드 사용자중앙동맹이 발표한 선언으로, 핀란드 노동조합중앙동맹을 노동 관련 문제의 교섭대상으로 인정한다는 내용이다. 1940년 1월 23일 YLE 저녁방송으로 발표되었고, 다음 날 신문으로도 발표되었다. 이 선언이 있기 전까지 핀란드에서 노사가 단체협약에 도달한 업계는 출판업계밖에 없었다.
당시 사회장관 카를아우구스트 파게르홀름이 이 프로젝트를 고안하고 후원했다. 겨울전쟁이 발발하며 국민의 단합이 중요해진 시점에서 파게르홀름은 노동자들의 권리를 인정해주는 것이 국민통합에 필수적이라고 주장했다.
이후 협상이 이루어진 뒤 다음과 같은 성명이 발표되었다. “핀란드 사용자중앙동맹과 핀란드 노동조합중앙동맹의 대표자들이 협상 끝에 위 단체들은 앞으로 산업계에서 일어나는 모든 문제를 해결하기 위해 협상할 것이며 가능하다면 상호협약에 도달할 것임에 동의하였다.”
1월 약조의 중요성에 대한 평가는 논란이 갈린다. 일부 학자들은 이 선언이 핀란드의 노사관계 발전에 큰 공헌을 했다고 평가하지만, 일부는 1930년대부터 이미 기업주들과 노동자들 사이에 많은 대화가 이루어졌으며, 1944년에는 그저 그것이 명문화된 것일 뿐이라고 본다. 후자의 관점에 따르면 1월 약조는 그저 결사의 권리를 재확인해 준 것에 불과하며, 제대로 된 단체교섭을 할 의지는 없었다고 평가한다.